# Inner Sister Island
Inner Sister Island è un'isola che fa parte del Sisters Island Group, un sottogruppo delle isole Furneaux, che si trovano nello stretto di Bass in Tasmania (Australia). L'isola, che appartiene alla municipalità di Flinders, è compresa nella Sister Islands Conservation Area.
L'isola serve da pascolo per le pecore e vi si svolge l'annuale muttonbirding (la raccolta stagionale dei pulcini).

## Geografia
Inner Sister si trova a nord di Flinders Island, la maggiore delle Furneaux, assieme a Outer Sister Island, altra isola del Sisters Group.  L'isola, formata di granito e dolerite, ha una superficie di 7,48 km².

### Fauna
Tra le specie registrate sull'isola di uccelli marini e trampolieri c'è il pinguino minore blu, la berta codacorta, il gabbiano australiano, il gabbiano del Pacifico, la beccaccia di mare fuligginosa e la beccaccia di mare orientale. Tra i rettili si conta la Bassiana duperreyi, l'Egernia whitii, la Drysdalia coronoides e il serpente tigre. Sull'isola vive il bandicoot fasciato orientale, il pademelon della Tasmania ed è stata introdotta la lepre.